# Barna halkapó
A barna halkapó vagy fehértorkú halkapó (Halcyon smyrnensis) a madarak osztályának szalakótaalakúak (Coraciiformes) rendjébe és a jégmadárfélék (Alcedinidae) családjába tartozó faj.

## Rendszerezése
A fajt Carl von Linné svéd természettudós írta le 1758-ban.

## Alfajai
- Halcyon smyrnensis fokiensis Laubmann & Gotz, 1926
- Halcyon smyrnensis fusca (Boddaert, 1783)
- Halcyon smyrnensis gularis (Kuhl, 1820)
- Halcyon smyrnensis perpulchra Madarasz, 1904
- Halcyon smyrnensis saturatior Hume, 1874
- Halcyon smyrnensis smyrnensis (Linnaeus, 1758)[2]

## Előfordulása
Afganisztán, Banglades, Bhután, Kambodzsa, Kína, Egyiptom, Hongkong, India, Indonézia, Irán, Irak, Izrael, Jordánia, Libanon, Malajzia, Mianmar, Nepál, Pakisztán, a Fülöp-szigetek, Szingapúr, Srí Lanka, Szíria, Thaiföld, Törökország és Vietnám területén honos.
Természetes élőhelyei a szubtrópusi és trópusi síkvidéki esőerdők, mocsári erdők, mangroveerdők, lombhullató erdők, homokos és sziklás tengerpartok, édesvizű tavak és mocsarak, valamint szántóföldek, ültetvények, legelők, vidéki kertek és városi környezet. Állandó, nem vonuló faj.

## Megjelenése
Testhossza 28 centiméter, szárnyfesztávolsága 40-43 centiméter, testtömege85-88 gramm. A felnőtt példány háta, szárnyai és farka fényes kék színű. Feje, válla, oldala és a hasa gesztenye barna, torka pedig fehér. Nagy csőre és lába élénkvörös. A repülése gyors, rövid ideig tartó, és lekerekített szárnyával zizegő hangot hallat repülés közben. A nemek hasonlóak, de a fiatal madár tollazata unalmasabb.
|  |  |

## Életmódja
Nagy rákokkal, rovarokkal, földigilisztával, rágcsálókkal, kígyókkal, halakkal és békákkal táplálkozik. A fiókákat többnyire gerinctelenekkel eteti. Fogságban megfigyelték, hogy bár ritkán iszik vizet, de fürdésre rendszerint használja.

## Szaporodása
Szaporodási ideje a monszuni szél idején veszi kezdetet. A hím a szárny kitárásával és a torokon lévő fehér folt mutogatásával jelzi párzási szándékát. A fészek egy alagút, amely 50 centiméter hosszú. Fészekalja 4–7 fehér tojásból áll, melyen 20–22 napot kotlik. A fiókák tollazata 19 nap után alakul ki teljesen.

## Természetvédelmi helyzete
Az elterjedési területe rendkívül nagy, egyedszáma pedig növekszik. A Természetvédelmi Világszövetség Vörös listáján nem fenyegetett fajként szerepel.

## Fordítás
- Ez a szócikk részben vagy egészben  a   White-throated Kingfisher című angol Wikipédia-szócikk fordításán alapul.  Az eredeti cikk szerkesztőit annak laptörténete sorolja fel. Ez a jelzés csupán a megfogalmazás eredetét és a szerzői jogokat jelzi, nem szolgál a cikkben szereplő információk forrásmegjelöléseként.